# Hlîbivka, Bohorodceanî
Hlîbivka (în ucraineană Глибівка) este o comună în raionul Bohorodceanî, regiunea Ivano-Frankivsk, Ucraina, formată numai din satul de reședință.

## Demografie
Componența lingvistică a comunei Hlîbivka
     Ucraineană (99,91%)
     Alte limbi (0,09%)
Conform recensământului din 2001, majoritatea populației comunei Hlîbivka era vorbitoare de ucraineană (99,91%), existând în minoritate și vorbitori de alte limbi.